# Jo Labanyi
Jo Labanyi és catedràtica al Departament de Llengua Espanyola i Portuguesa a la Universitat de Nova York i especialista en literatura espanyola dels segles XIX i XX. Experta en cinema i cultura visual, particularment durant la dictadura franquista, també s'ha endinsat en estudis de gènere, cultura popular i memòria de la Guerra Civil espanyola. Entre les seves nombroses publicacions destaquen Constructing Identity in Contemporary Spain: Theoretical Debates and Cultural Practice (Oxford University Press, 2002), Género y modernización en la novela realista española (Cátedra, 2011) i el llibre col·lectiu Engaging the Emotions in Spanish Culture and History (Vanderblit University Press, 2016).